# Metilnitrat
Metilnitrat (kemijska formula CH3NO3) je tekoči ali parni eksploziv.
Pri eksploziji se sproži detonacija s hitrostjo 6.300 m/s, pri čemer se sprosti 6.121 kJ/kg toplotne energije in 8.731 l/kg plina.
Sama spojina se nahaja tudi v tobačnem dimu. 